# 대한민국 민법 제353조
대한민국 민법 제353조는 질권의 목적이 된 채권의 실행방법에 대한 민법총칙 조문이다.

## 조문
제353조(질권의 목적이 된 채권의 실행방법) ①질권자는 질권의 목적이 된 채권을 직접 청구할 수 있다.
②채권의 목적물이 금전인 때에는 질권자는 자기채권의 한도에서 직접 청구할 수 있다.
③전항의 채권의 변제기가 질권자의 채권의 변제기보다 먼저 도래한 때에는 질권자는 제삼채무자에 대하여 그 변제금액의 공탁을 청구할 수 있다. 이 경우에 질권은 그 공탁금에 존재한다.
④채권의 목적물이 금전 이외의 물건인 때에는 질권자는 그 변제를 받은 물건에 대하여 질권을 행사할 수 있다.

第353條(質權의 目的이 된 債權의 實行方法) ①質權者는 質權의 目的이 된 債權을 直接 請求할 수 있다.
②債權의 目的物이 金錢인 때에는 質權者는 自己債權의 限度에서 直接 請求할 수 있다.
③前項의 債權의 辨濟期가 質權者의 債權의 辨濟期보다 먼저 到來한 때에는 質權者는 第三債務者에 對하여 그 辨濟金額의 供託을 請求할 수 있다. 이 境遇에 質權은 그 供託金에 存在한다.
④債權의 目的物이 金錢 以外의 物件인 때에는 質權者는 그 辨濟를 받은 物件에 對하여 質權을 行使할 수 있다.

## 참고 문헌
- 오현수, 일본민법, 진원사, 2014. ISBN 978-89-6346-345-2
- 오세경, 대법전, 법전출판사, 2014 ISBN 978-89-262-1027-7
- 이준현, LOGOS 민법 조문판례집, 미래가치, 2015. ISBN 979-1-155-02086-9